# 중국공산당 제17차 중앙위원회
중국공산당 제17차 중앙위원회의 회기는 2007년부터 2012년이다. 2007년에 제17기 중국공산당 중앙정치국원을 선출했다.

## 중앙위원회 위원
| - 가오창 (高强) - 거전펑 (葛振峰) - 겅후이창 (耿惠昌) - 궈겅마오 (郭庚茂) - 궈보슝 (郭伯雄) - 궈진룽 (郭金龙) - 녜웨이궈 (聂卫国) - 다이빙궈 (戴秉国) - 다이샹룽 (戴相龙) - 덩난 (邓楠) - 덩창유 (邓昌友) - 두칭린 (杜青林) - 둥구이산 (董贵山) - 랴오시룽 (廖錫龙) - 랴오후이 (廖暉) - 량광례 (梁光烈) - 량바오화 (梁保华) - 례췌 (列确) - 루빙 (陆兵) - 루융샹 (路甬祥) - 루잔궁 (卢展工) - 루주산 (吕祖善) - 루하오 (陆浩) - 뤄바오밍 (罗保铭) - 뤄칭취안 (罗清泉) - 류둥둥 (刘冬冬) - 류밍캉 (刘明康) - 류빈제 (柳斌杰) - 류샤오장 (刘晓江) - 류옌둥 (刘延东) - 류위안 (刘源) - 류윈산 (刘云山) - 류융즈 (刘永治) - 류자이 (刘家义) - 류즈쥔 (刘志军) - 류징 (刘京) - 류청쥔 (刘成军) - 류치 (刘淇) - 류치바오 (刘奇葆) - 류펑 (刘鹏) - 리룽룽 (李荣融) - 리빈 (李斌) - 리성린 (李盛霖) - 리쉐융 (李学勇) - 리쉐쥐 (李学举) - 리스밍 (李世明) - 리위안차오 (李源潮) - 리이중 (李毅中) - 리자오차오 (李兆焯) - 리젠궈 (李建国) - 리지나이 (李继耐) - 리징톈 (李景田) - 리창장 (李长江) - 리창차이 (李长才) - 리창춘 (李长春) - 리청위 (李成玉) - 리충쥔 (李从军) - 리커창 (李克强) - 리하이펑 (李海峰) - 린수썬 (林树森) - 링지화 (令计划) - 마샤오톈 (马晓天) - 마원 (马馼) - 마카이 (马凯) - 멍쉐눙 (孟学农) - 멍젠주 (孟建柱) - 바이리천 (白立忱) - 바이언페이 (白恩培) - 바이즈젠 (白志健) - 바이징푸 (白景富) | - 보시라이 (薄熙来) - 상푸린 (尚福林) - 샤오제 (肖捷) - 샹바핑춰 (向巴平措) - 선웨웨 (沈跃跃) - 성광주 (盛光祖) - 셰쉬런 (谢旭人) - 쉬광춘 (徐光春) - 쉬사오스 (徐绍史) - 쉬서우성 (徐守盛) - 쉬차이허우 (徐才厚) - 쉬치량 (许其亮) - 스쭝위안 (石宗源) - 시진핑 (习近平) - 쑤룽 (苏荣) - 쑨다파 (孙大发) - 쑨샤오췬 (孙晓群) - 쑨정차이 (孙政才) - 쑨중퉁 (孙忠同) - 쑨춘란 (孙春兰) - 쑹슈옌 (宋秀岩) - 아샤트 케림바이 (艾斯海提·克里木拜) - 압둘라하트 압둘리시트 (阿不来提·阿不都热西提) - 양옌인 (杨衍银) - 양위안위안 (杨元元) - 양제츠 (杨洁篪) - 양징 (杨晶) - 양촨탕 (杨传堂) - 양충후이 (杨崇汇) - 옌룽주(焉荣竹) - 왕강 (王刚) - 왕궈성 (王国生) - 왕둥밍 (王东明) - 왕러취안 (王乐泉) - 왕민 (王珉) - 왕성쥔 (王胜俊) - 왕쉐쥔(王学军) - 왕쉬둥 (王旭东) - 왕시빈 (王喜斌) - 왕신센(王新宪) - 왕양 (汪洋) - 왕완빈 (王万宾) - 왕이 (王毅) - 왕자루이 (王家瑞) - 왕자오궈 (王兆国) - 왕정웨이 (王正伟) - 왕젠핑(王建平) - 왕쥔 (王君) - 왕진산 (王金山) - 왕천 (王晨) - 왕치산 (王岐山) - 왕타이화 (王太华) - 왕후닝 (王沪宁) - 왕훙쥐 (王鸿举) - 우방궈 (吴邦国) - 우성리 (吴胜利) - 우솽잔 (吴双战) - 우신슝 (吴新雄) - 우아이잉 (吴爱英) - 우윈치무거 (乌云其木格) - 원자바오 (温家宝) - 웨이류청 (卫留成) - 웨이리췬 (魏礼群) - 위린샹 (喻林祥) - 위안춘칭 (袁纯清) - 위유쥔(于幼軍) - 위유쥔 (于幼軍) - 위정성 (俞正声) - 이스마일 틸리왈디 (司马义·铁力瓦尔地) - 인웨이민 (尹蔚民) | - 자오러지 (赵乐际) - 자오커스 (赵克石) - 자오훙주 (赵洪祝) - 자즈방 (贾治邦) - 자칭린 (贾庆林) - 장가오리 (张高丽) - 장다밍 (姜大明) - 장더장 (张德江) - 장바오순 (张宝顺) - 장양 (张阳) - 장원웨 (张文岳) - 장웨이신 (姜伟新) - 장위타이 (张玉台) - 장윈촨 (张云川) - 장유샤 (张又侠) - 장이캉 (姜异康) - 장줘지 (张左己) - 장쥐펑 (蒋巨峰) - 장춘센 (张春贤) - 장친성 (章沁生) - 장칭리 (张庆黎) - 장칭웨이 (张庆伟) - 장핑 (张平) - 장하이양 (张海阳) - 저우보화 (周伯华) - 저우샤오촨 (周小川) - 저우성센 (周生贤) - 저우융캉 (周永康) - 저우지 (周济) - 저우창 (周强) - 주웨이췬 (朱维群) - 주즈신 (朱之鑫) - 지빙쉬안 (吉炳轩) - 징즈위안 (靖志远) - 차오젠밍 (曹建明) - 차이우 (蔡武) - 창완취안 (常万全) - 창웨이 (强卫) - 천궈링 (陈国令) - 천레이 (陈雷) - 천빙더 (陈炳德) - 천젠궈 (陈建国) - 천즈리 (陈至立) - 천쿠이위안 (陈奎元) - 첸윈루 (钱运录) - 추보 (储波) - 츠완춘 (迟万春) - 친광룽 (秦光荣) - 캉르신 (康日新) - 톈슈쓰 (田修思) - 톈청핑 (田成平) - 퉁스핑 (童世平) - 판창룽 (范长龙) - 팡펑후이 (房峰辉) - 펑샤오펑 (彭小枫) - 펑칭화 (彭清华) - 푸팅구이 (符廷贵) - 한정 (韩正) - 한창푸 (韩长赋) - 허궈창 (贺国强) - 허융 (何勇) - 화젠민 (华建敏) - 황샤오징 (黄小晶) - 황센중 (黄献中) - 황칭이 (黄晴宜) - 황화화 (黄华华) - 후이량위 (回良玉) - 후진타오 (胡锦涛) - 후춘화 (胡春华) |

## 전체회의
1. 제17기 중앙위원회 1차 전체회의(제17기 1중 전회)
  - 일시: 2007년 10월 22일
  - 장소: 베이징
2. 제17기 중앙위원회 2차 전체회의(제17기 2중 전회)
  - 일시: 2008년 2월 25-27일
  - 장소: 베이징
3. 제17기 중앙위원회 3차 전체회의(제17기 3중 전회)
  - 일시: 2008년 10월 9-12일
  - 장소: 베이징
4. 제17기 중앙위원회 4차 전체회의(제17기 4중 전회)
  - 일시: 2009년 9월 15-18일
  - 장소: 베이징
5. 제17기 중앙위원회 5차 전체회의(제17기 5중 전회)
  - 일시: 2010년 10월 15-18일
  - 장소: 베이징
6. 제17기 중앙위원회 6차 전체회의(제17기 6중 전회)
  - 일시: 2011년 10월 15-18일
  - 장소: 베이징
7. 제17기 중앙위원회 7차 전체회의(제17기 7중 전회)
  - 일시: 2012년 11월 1-4일
  - 장소: 베이징